# Juan de Ribera (bispo de Santa Cruz de la Sierra)
Juan de Ribera, OSA (1588-1666) foi um prelado católico romano que serviu como bispo de Santa Cruz de la Sierra (1659-1666).

## Biografia
Juan de Ribera nasceu em Pisco, Peru, e foi ordenado sacerdote na Ordem de Santo Agostinho. A 17 de novembro de 1659, foi escolhido pelo Rei da Espanha e confirmado pelo Papa Paulo V como Bispo de Santa Cruz de la Sierra. Em 1660, foi consagrado bispo e o sucedeu no bispado. Serviu como Bispo de Santa Cruz de la Sierra até à sua morte em 1666.